# La Buenafuente del Sistal
La Buenafuente del Sistal es una localidad española perteneciente al municipio de Olmeda de Cobeta, en la provincia de Guadalajara. En 2022 contaba con 13 habitantes.

## Historia
La localidad pertenece al término municipal guadalajareño de Olmeda de Cobeta, en la comunidad autónoma de Castilla-La Mancha. Antiguo municipio, a mediados del siglo XIX su población ascendía a 52 habitantes. En 2022 contaba con 13 habitantes. En Buenafuente se encuentra el monasterio de Santa María, de la Orden del Císter.
La Buenafuente del Sistal aparece descrita en el cuarto volumen del Diccionario geográfico-estadístico-histórico de España y sus posesiones de Ultramar de Pascual Madoz de la siguiente manera:

BUENAFUENTE: l. con ayunt., de la prov. de Guadalajara (18 leg.) part. jud. de Molina (5 1/2) aud. t err. y c. g. de Madrid (28), dióc. de Sigüenza (9): sit. en la falda de un cerro al N. O. del mismo, disfruta de buena ventilacion y no se conocen enfermedades especiales: tiene 25 casas y un monasterio de religiosas de la órden del Cister, que habiendo sido antes de canónigos regulares de San Agustín, se les compró en 1234 el Illmo. Sr. D. Rodrigo Gimenez, Arzobispo de Toledo, con destino á la actual institucion que vinieron a fundar varias religiosas del monasterio de Casbas de la misma órden, en la prov. de Huesca: el interio del edificio ocupado ahora por 14 monjas, es muy capaz con un magnífico claustro y habitacion espaciosa, para más de 20, compuesta cada una de cocina, sala, dormitorio y otras dependencias; fuera de la clausura tiene una regular hospederia y habitaciones para el confesor y criados de la casa: y una igl. que sirve de parroquia al público; el templo es de gusto gótico, y aunque de una sola nave, muy capaz y de sólida construccion, de piedra de sillería por N. S. y O.: debajo del coro á la parte interior de la clausura, se venera una imagen de Cristo crucificado, en cuya capilla brota una fuente de esquisitas aguas, que despues de proveer al monasterio surte á la poblacion por medio de un caño que va á salir al esterior, frente á la iglesia; en la torre de esta se encuentra el reloj público: confina el térm. N. Ablanque; E. Villar de Caseta, S. Zaorejas sirviendo de linea divisoria el r. Tajo, y O. Huerta Hernando; dentro de esta circunferencia, se encuentra un peñon cortado, con una sola subida que denota haber estado fortificado; se le llama el castillo, y en su cúspide tiene una superficie de más de 400 varas de larga y 200 de ancha, en la que aun se ven restos de fortaleza, si bien es cierto que nunca debió ser de grande importancia respecto á que se halla dominado este punto, por varios cerros de mayor elevacion; hállanse igualmente algunos manantiales, entre ellos el de la Salina y la Canaleja, de cuyas aguas y las sobrantes de la fuente del monasterio, se forma un arroyuelo que despues de regar algunos huertecillos é impulsar un molino harinero de represea, confluye en el r. castillo al salir de la jurisdicion; una fuente llamada del cascajar, y una ermita (Nra. Sra. de los Santos) á cuyas inmediaciones brotan algunos pequeños manantiales de buenas aguas: el terreno en lo general es quebrado y pedregoso, á escepcion de una cañada que arrancando desde el pueblo se divide á la distancia de 1/4 de hor., en dos ramales en direccion, el uno hacia Huerta Hernando y el otro á Ablanque; comprende buenos trozos de monte carrascal, sabinar y algo de pinar, hay tambien otros de romero y boges, y la parte que se halla en cultivo, beneficiada en lo posible por el Tajo y el arroyuelo de que se ha hecho mérito, asciende á 260 fanegas de primera calidad, 320 de segunda y 70 de tercera: caminos los locales y de travesía, todos de herradura y muy escabrosos: correo: se recibe de la adm. de Molina por medio de un cartero. prod.: trigo puro de la mejor calidad, trigo comun bueno, cebada, avena, guisantes, guijas, y berduras; esquisitos y abundantes pastos con los que se cria ganado lanar, cabrio, vacuno, mular y asnal; colmenas que proporcionan unas 50 a. de buena miel y bastante cera, y en algunos años hay montanera de bellota, á la que se conduce el ganado de cerda del pueblo y aun de los limítrofes: ind.: el indicado molino harinero y otro de la misma clase, movido por las aguas del Tajo, el carboneo de encina y la quema de leñas para ceniza, de cuyos dos artículos se provee á los pueblos inmediatos y aun á la cab. del part., y la fabricacion de cucharas de boj, á la que se dedican varios naturales de la prov. de Cuenca, que al efecto se establecen por temporadas en Buenafuente. pobl.: 15 vec. 52 alm. cap. prod.: 225,600 rs. imp. 11,310. contr. 604. presupuesto municipal 800 rs. que se cubren con el arbitrio de la taberna y el déficit por derrama entre los vecinos.
(Madoz, 1846, p. 473)